# Naultinus
Naultinus is een geslacht van hagedissen die behoren tot de gekko's en de familie Diplodactylidae.

## Naam en indeling
De wetenschappelijke naam van de groep werd voor het eerst voorgesteld door John Edward Gray in 1842. De hagedissen werden eerder aan andere geslachten toegekend, zoals Gymnodactylus, Hoplodactylus en Heteropholis. Er zijn negen soorten, inclusief de pas in 2021 beschreven soort Naultinus flavirictus.

## Uiterlijke kenmerken
De verschillende soorten lijken uiterlijk sterk op elkaar, ook is de kleur bij de meeste soorten groen maar de patronen wijken wat af. Zo heeft Naultinus elegans een groene kleur met lichtere onderbroken lengtestrepen, Naultinus stellatus heeft een mos-achtige onregelmatige tekening. De soort Naultinus gemmeus wordt door de Engelsen juwelengekko genoemd, ook de wetenschappelijke naam gemmeus betekent edelsteen, vanwege zijn complexe witte, zwartomrande vlekkentekening van vlekken die vaak lijken op briljanten. De groene boomgekko is een wat bekendere soort, deze mist meestal een tekening en is grasgroen van kleur.
Alle soorten hebben een verhoudingsgewijs grote kop, vinger-achtige tenen (de meeste gekko's hebben verbrede tenen), en een sterk verbrede bek. Ondanks de smalle tenen hebben alle soorten hechtlamellen om beter te kunnen klimmen. Zoals alle gekko's heeft geen enkele Naultinus- soort oogleden, de ogen worden daarom regelmatig schoongelikt met de tong.

## Levenswijze
Niet alleen het verspreidingsgebied is uniek, het enige andere geslacht van gekko's op deze eilanden is Hoplodactylus, maar deze soorten zijn nachtactief. De Naultinus-soorten zijn allemaal overdag actief, in tegenstelling tot de meeste gekko's. Andere geslachten van dagactieve soorten zijn Phelsuma en Gonatodes. Een ander verschil met de meeste gekko's is dat alle soorten eierlevendbarend zijn en de jongen direct ter wereld komen. Opmerkelijk is ook de staart die als extra grijporgaan kan worden gebruikt, waaraan zij kunnen hangen. Dit is zeer uitzonderlijk bij gekko's en komt in de hagedissenwereld normaal gesproken alleen voor bij kameleons. Hierdoor laat de gekko zijn staart niet zomaar los bij een aanval (autotomie) zoals de meeste gekko's. De Naultinus- soorten bewegen zich aanmerkelijk langzamer voort dan andere gekko's die in de regel erg snel zijn.

## Verspreiding en habitat
De gekko's komen endemisch voor in Nieuw-Zeeland. De habitat bestaat uit gematigde bossen, graslanden en scrublands en draslanden. Ook in door de mens aangepaste streken zoals stedelijke gebieden kunnen de dieren worden aangetroffen.

## Beschermingsstatus
Door de internationale natuurbeschermingsorganisatie IUCN is aan acht soorten een beschermingsstatus toegewezen. Vier soorten worden beschouwd als 'kwetsbaar' (Vulnerable of VU), een soort als 'gevoelig' (Near Threatened of NT) en drie soorten als 'bedreigd' (Endangered of EN).

## Soorten
Het geslacht omvat de volgende soorten, met de auteur en het verspreidingsgebied.
| Naam                                 | Auteur                                      | Verspreidingsgebied |
| ------------------------------------ | ------------------------------------------- | ------------------- |
| Groene boomgekko (Naultinus elegans) | Gray, 1842                                  | Nieuw-Zeeland       |
| Naultinus flavirictus                | Hitchmough, Nielsen, Lysaght, & Bauer, 2021 | Nieuw-Zeeland       |
| Naultinus gemmeus                    | McCann, 1955                                | Nieuw-Zeeland       |
| Naultinus grayii                     | Bell, 1843                                  | Nieuw-Zeeland       |
| Naultinus manukanus                  | McCann, 1955                                | Nieuw-Zeeland       |
| Naultinus punctatus                  | Gray, 1843                                  | Nieuw-Zeeland       |
| Naultinus rudis                      | Fischer, 1881                               | Nieuw-Zeeland       |
| Naultinus stellatus                  | Hutton, 1872                                | Nieuw-Zeeland       |
| Naultinus tuberculatus               | McCann, 1955                                | Nieuw-Zeeland       |